# Distrikt Ananea
Der Distrikt Ananea liegt in der Provinz San Antonio de Putina in der Region Puno in Süd-Peru. Der Distrikt wurde am 2. Mai 1854 gegründet. Er hat eine Fläche von 965 km². Beim Zensus 2017 wurden 12.615 Einwohner gezählt. Im Jahr 1993 lag die Einwohnerzahl bei 8452, im Jahr 2007 bei 20.572. Verwaltungssitz des Distriktes ist die 4660 m hoch gelegene Ortschaft Ananea mit 1729 Einwohnern (Stand 2017). Ananea liegt 45 km ostnordöstlich der Provinzhauptstadt Putina. Im Distrikt befindet sich ein großes Bergbauzentrum.

## Geographische Lage
Der Distrikt Ananea liegt im zentralen Osten der Provinz San Antonio de Putina an der Südflanke der Cordillera Carabaya. Das Gebirge erreicht im Nordosten des Distrikts im Nevado Ananea Grande eine Höhe von 5852 m. Der Oberlauf des Río Ramis (auch Río Crucero oder Río Grande) durchfließt den Distrikt in westlicher Richtung. Im äußersten Osten, an der bolivianischen Grenze, liegt der See Laguna Suches. Dieser sowie das angrenzende Gebiet werden über den Río Suches entwässert.
Der Distrikt Ananea grenzt im Süden an die Distrikte Cojata (Provinz Huancané) und Quilcapuncu, im Westen an den Distrikt Putina, im äußersten Nordwesten an den Distrikt Crucero (Provinz Carabaya), im Norden an die Distrikte Cuyocuyo und Quiaca (beide in der Provinz Sandia), im Nordosten an den Distrikt Sina sowie im Osten an die bolivianische Provinz Franz Tamayo.

## Orte im Distrikt
Neben dem Verwaltungssitz Ananea gibt es im Distrikt folgende größere Orte (centros poblados):
- Cerro Lunar de Oro (1955 Einwohner)
- Chuquine (267 Einwohner)
- La Rinconada (6969 Einwohner)

Weitere Siedlungen (comunidades) im Distrikt sind:
- Belén
- Cajón Huyo
- Casa Blanca
- Limata
- Pampa Blanca
- Peña Azul
- San Juan de Viluyo
- San Miguel
- Trapiche